# Gavahin
Ghavakhan est un village d'Azerbaïdjan situé dans le raion de Khojavend. Elle compte 124 habitants en 2005.